# RWD-15 (航空機)
RWD-15
RWD-15 (1939年、イギリス委任統治領パレスチナ)
- 用途：ツーリング機、連絡機
- 設計者：Stanisław Rogalski (RWD（英語版）)
- 製造者：RWD（英語版） (DWL（英語版）工場)
- 運用者： ポーランド、 ルーマニア
 イギリス委任統治領パレスチナ ( イスラエル)
- 初飛行：1937年
- 生産数：6機
- 生産開始：1939年

RWD-15は、1937年にポーランドのRWD社で開発された5人乗りの軽飛行機である。
3人乗りの軽飛行機として1935年に初飛行したRWD-13の設計を元に、機体を大型化し座席数を増やしたものである。

## 概要
RWD-15は、ワルシャワのDWL工場においてRWDチームのStanisław Rogalskiによって設計された。設計としては1932年のRWD-6、1934年のRWD-9をベースに1935年に開発されたRWD-13の発展型のような位置付けで、これらと似た構造を持っていた。最初の試作機（登録機体記号：SP-BFX）は1937年の春に飛行した。試作機はRWD-13の長所である操縦し易さ、安定性を維持していた。RWD-15は機体の大型化によりRWD-13の約1.5倍程度の重量となっていが、エンジンをイギリスのデ・ハビランド製ジプシー・シックスに換装したことにより、エンジン出力も約1.5倍 (RWD-13の130hpに対しRWD-15は205hp)となっている。
1939年にRWD-15の量産機として5機が製造された。同じ年にポーランド空軍から連絡機として運用するために10機のRWD-15の発注があったが、これはドイツによるポーランド侵攻により実現しなかった。同様に、RWD-15の救急搬送機型および写真偵察機型が計画されていたが、こちらも実現していない。

## 運用史

### ポーランド
RWD-15はポーランドの民間航空会社で使用された他、1機は大統領府で使用された。また別の1機（登録機体記号：SP-KAT）は後部座席部分を燃料搭載スペースに改造し、長距離型として準軍事航空組織"LOPP" (Liga Obrony Powietrznej i Przeciwgazowej、英訳すれば Air and Chemical Defense League) で運用された。この機体はオーストラリアまで飛行するというデモンストレーションの計画があったが、1939年のドイツによるチェコ併合などにより中止されている。ドイツによるポーランド侵攻の際には、2機のRWD-15 (SP-ALA、SP-KAT) がルーマニアに逃れた。

### ルーマニア
第二次世界大戦が始まりポーランドがドイツに占領された際、2機のRWD-15がルーマニアに逃れた (同じ時に、RWD-13も28機がルーマニアに渡った)。これらはルーマニア国内で機体記号をそれぞれ YR-FAN、YR-TIT にそれぞれ変更して民間航空会社で使用された。ルーマニアが枢軸国側について第二次世界大戦に参戦すると、RWD-15はルーマニア空軍で連絡機として使用された。

### イスラエル (イギリス委任統治領パレスチナ)
RWD-15の最初に作られた試作機 (SP-BFX) は1939年にイギリス委任統治領パレスチナのユダヤ人勢力に売却され、機体記号をVQ-PAEに変更されて航空会社"アヴィロン・カンパニー"でハガナーの航空兵の訓練に使用された。1945年頃からはロッド空港とテルアビブ市内、あるいはエジプト間の連絡機としてアヴィロンおよびハガナーの精鋭部隊パルマッハの航空中隊パルアビアにより運用された。1947年末にパルアビアが拡張され、アヴィロンやその他の飛行クラブと合流してシェルート・アビアとなった際、このRWD-15は修理中であったためロッド空港内に遺棄され、翌1948年4月にアラブ人勢力の攻撃により燃やされてしまった。

### その他
1939年のニューヨーク万国博覧会にRWD-13と共にRWD-15が送られ、大戦勃発後にそのままアメリカに売却されてアメリカ国内で使用されたとする資料がある。しかしながらRWD-13とは異なり、RWD-15がアメリカ国内で使用されたことを裏付ける資料は見つかっていない。

## 要目
- 乗員：5名 (パイロット1名、乗客4名)
- 全長：9.0 m (29 ft 6.25 in)
- 全幅：12.4 m (40 ft 8 in)
- 全高：2.5 m (8 ft 2 in)
- 翼面積：20.00 m² (215  ft²)
- 翼面荷重：68 kg/m² (13.9 lb/ ft²)
- 空虚重量：875 kg (1,925 lb)
- 全備重量：1,360 kg (2,992 lb)
- エンジン：1 × デ・ハビランド ジプシー・シックス（英語版） 空冷6気筒直列型エンジン、153 kW (205 hp)
- 最大速度：240 km/h (130 knots, 149 mph)
- 巡航速度：220 km/h
- 巡航高度：5,000 m (16,400 ft)
- 航続距離：465 km (251 nm, 289 mi)
- 上昇率：4.8 m/s (950 ft/min)